# Campeonato Europeu de Atletismo em Pista Coberta de 2011 - Arremesso de peso feminino
A prova do arremesso de peso feminino do Campeonato Europeu de Atletismo em Pista Coberta de 2011 foi disputada entre os dias 4 e 5 de março de 2011 na AccorHotels Arena em Paris, França.

## Recordes
Antes desta competição, os recordes mundiais e do campeonato nesta prova eram os seguintes:
|                       | Nome               | Nacionalidade   | Distância | Local         | Data                    |
| --------------------- | ------------------ | --------------- | --------- | ------------- | ----------------------- |
| Recorde mundial       | Helena Fibingerová | Tchecoslováquia | 22m 50cm  | Jablonec      | 19 de fevereiro de 1977 |
| Recorde do campeonato | Helena Fibingerová | Tchecoslováquia | 21m 46cm  | San Sebastián | 13 de março de 1977     |
| Recorde europeu       | Helena Fibingerová | Tchecoslováquia | 22m 50cm  | Jablonec      | 19 de fevereiro de 1977 |

## Medalhistas
| Ouro               | Prata                     | Bronze                   |
| Anna Avdeeva (RUS) | Christina Schwanitz (DEU) | Josephine Terlecki (DEU) |

## Resultados

### Qualificação
Qualificação: 17,90m  (Q) ou os 8 melhores qualificados (q).  
| Posição. | Atleta               | Nacionalidade | #1    | #2    | #3    | Resultados | Notas |
| -------- | -------------------- | ------------- | ----- | ----- | ----- | ---------- | ----- |
| 1        | Christina Schwanitz  | Alemanha      | 18,39 |       |       | 18,39      | Q     |
| 2        | Anita Márton         | Hungria       | 17,54 | 18,11 |       | 18,11      | Q     |
| 3        | Josephine Terlecki   | Alemanha      | 18,01 |       |       | 18,01      | Q     |
| 4        | Anna Avdeeva         | Rússia        | 17,97 |       |       | 17,97      | Q     |
| 5        | Chiara Rosa          | Itália        | 17,16 | 17,83 | X     | 17,83      | q     |
| 6        | Irina Tarasova       | Rússia        | 17,17 | 17,35 | 16,59 | 17,35      | q     |
| 7        | Jessica Cérival      | França        | 16,38 | 17,26 | 17,05 | 17,26      | q     |
| 8        | Sophie Kleeberg      | Alemanha      | X     | 17,25 | X     | 17,25      | q     |
| 9        | Alena Kopec          | Bielorrússia  | X     | 17,11 | 17,05 | 17,11      |       |
| 10       | Vera Epimaško        | Bielorrússia  | 15,00 | 16,89 | X     | 16,89      |       |
| 11       | Halyna Obleščuk      | Ucrânia       | 15,07 | 16,21 | X     | 16,21      |       |
| 12       | Radoslava Mavrodieva | Bulgária      | X     | 15,02 | 15,24 | 15,24      |       |

### Final
A final foi realizada às 14:20 no dia 5 de março de 2011.  
| Posição.          | Atleta              | Nacionalidade | 1ª    | 2ª    | 3ª    | 4ª    | 5ª    | 6ª    | Resultados | Notas                |
| ----------------- | ------------------- | ------------- | ----- | ----- | ----- | ----- | ----- | ----- | ---------- | -------------------- |
| Medalha de ouro   | Anna Avdeeva        | Rússia        | X     | 18,70 | 18,52 | X     | 18,43 | X     | 18,70      | Recorde da temporada |
| Medalha de prata  | Christina Schwanitz | Alemanha      | X     | 18,48 | 18,65 | 18,38 | X     | 18,46 | 18,65      |                      |
| Medalha de bronze | Josephine Terlecki  | Alemanha      | 18,09 | 17,95 | 17,86 | 17,47 | 17,57 | 17,89 | 18,09      | Recorde pessoal      |
| 4                 | Jessica Cérival     | França        | 17,84 | 17,04 | X     | 17,46 | X     | 17,82 | 17,84      |                      |
| 5                 | Anita Márton        | Hungria       | 17,66 | 17,23 | 17,74 | 17,35 | 17,84 | 17,28 | 17,84      |                      |
| 6                 | Sophie Kleeberg     | Alemanha      | 17,00 | 17,37 | X     | X     | 17,24 | 17,63 | 17,63      | Recorde pessoal      |
| 7                 | Chiara Rosa         | Itália        | 17,45 | 17,54 | X     | X     | X     | X     | 17,54      |                      |
| 8                 | Irina Tarasova      | Rússia        | 16,87 | 16,48 | 16,41 | 17,17 | 16,84 | 16,48 | 17,17      |                      |

Legenda
| Recorde mundial       | Recorde mundial (World record)               |                       | Recorde africano                      | Recorde africano (African) |                                           | Q | Classificado por posição (Qualified) |
| Recorde do campeonato | Recorde do campeonato (Championship record)  | Recorde da América    | Recorde da América (Americas)         | q                          | Classificado por melhor tempo (Qualified) |   |                                      |
| Melhor marca do ano   | Melhor marca do ano (World leading)          | Recorde asiático      | Recorde asiático (Asian)              | DNS                        | Não largou (Did not start)                |   |                                      |
| Recorde nacional      | Recorde nacional (National record)           | Recorde europeu       | Recorde europeu (European)            | DNF                        | Não terminou (Did not finish)             |   |                                      |
| Recorde pessoal       | Recorde pessoal do atleta (Personal best)    | Recorde da Oceania    | Recorde da Oceania (Oceania)          | DSQ / DQ                   | Desclassificado (Disqualified)            |   |                                      |
| Recorde da temporada  | Recorde da temporada do atleta (Season best) | Recorde sul-americano | Recorde sul-americano (South America) | NM                         | Sem marca (No mark)                       |   |                                      |